# Kapelle Maria Schnee (Bischofsried)

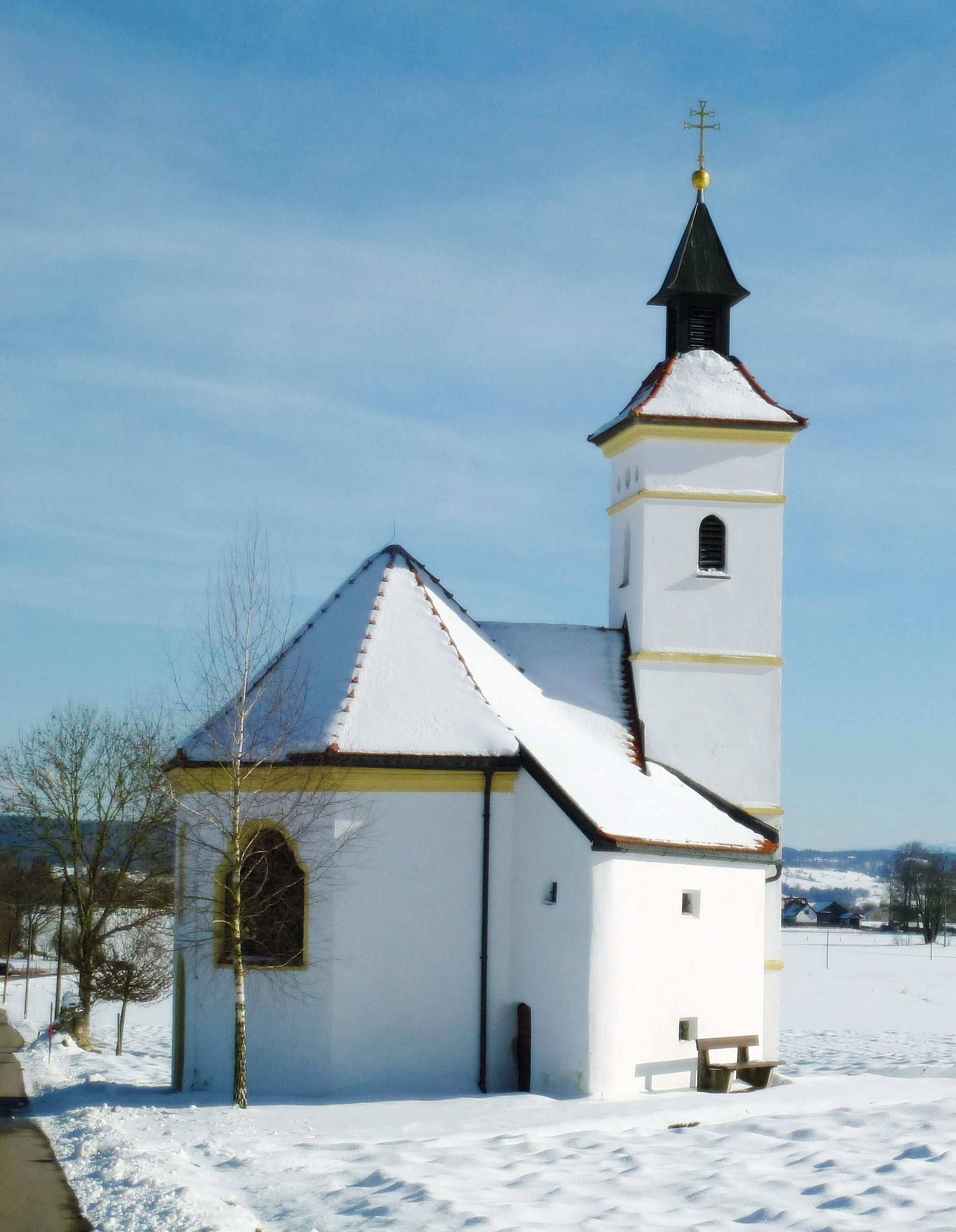
Kapelle Maria Schnee in Bischofsried

Innenraum

Die römisch-katholische Kapelle Maria Schnee steht in Bischofsried, einem Ortsteil des Marktes Dießen am Ammersee im oberbayerischen Landkreis Landsberg am Lech. Das denkmalgeschützte Bauwerk ist in der Liste der Baudenkmäler in Dießen am Ammersee unter der Nr. D-1-81-114-66 eingetragen.
Der Sakralbau wurde um 1665 durch die Brüder Salcher, nach einem Gelübde der Eltern, die es durch den Dreißigjährigen Krieg nicht ausführen konnten, errichtet. In den Jahren 1978–1979 wurde die durch Vandalismus in den frühen 1970er-Jahren schwer geschädigte Kapelle einer gründlichen Instandsetzung unterzogen.

## Beschreibung
Der achteckige Zentralbau, der mit einem Zeltdach bedeckt ist, besitzt im Süden einen angebauten Kirchturm auf quadratischen Grundriss, in dem der Altarraum untergebracht ist. Im Innenraum befindet sich ein Fresko und ein Gnadenbild, das Johann Georg Wolcker zugeschrieben wird. Der ursprüngliche Altar wurde durch den Vandalismus weitgehend zerstört und wurde bei der Instandsetzung mit vorhandenen Altteilen rekonstruiert.